# Guilherme Braga
Guilherme da Silva Braga (Porto, 22 de Março de 1845 – Porto, 26 de Julho de 1874) foi um tribuno e poeta português.
Nascido na Rua de Sant'Ana, no bairro da Sé do Porto, Guilherme Braga era irmão de Alexandre José da Silva Braga, tio de Alexandre Braga, filho e amigo de infância de Alberto Pimentel. Bacharel em Direito pela Universidade de Coimbra, Guilherme Braga foi redactor-chefe da Gazeta Democrática, tendo-se correspondido com Victor Hugo. Traduziu o Atala de François-René de Chateaubriand, colaborou em diversas revistas e jornais, tais como  A Esperança  (1865-1866), A semana de Lisboa , a título póstumo (1893-1895), Giralda, Diário da Tarde, Nacional e Luta.
A sua obra poética mostra constantemente o tema obsessivo da morte, pressentida dia-a-dia, expressa de forma tão coloquial que chega a lembrar Cesário Verde. Cultivou, também, a temática social e humanitária, de inspiração victor-huguana, e o lirismo amoroso, de tonalidade parnasiana. Nos seus versos, Guilherme Braga era violento contra os falsos ministros da religião, entusiasta apaixonado pela liberdade, de grande sensibilidade e ternura ao descrever as alegrias do lar.
Era casado com Maria Adelaide Braga, que sucumbiu dois meses depois do falecimento do marido. Alberto Pimentel, no livro intitulado Homens e datas, consagra um saudoso artigo biográfico à memória do desditoso poeta portuense, que morreu contando apenas 29 anos de idade, vítima de tuberculose, já depois de ter sofrido a perda de quatro filhos.
Meu Deus! Sofre-se assim e o céu cheio de estrelas!

## Obras
- Ecos de Aljubarrota, 1868
- Heras e Violetas, Porto, 1869
- O mal da Delfina, 1869
- Os Falsos Apóstolos, 1871
- O Bispo, 1874; 1895 (eBook)
- Poesias, postumamente, 1898